# Doris Benegas
Doris Benegas Haddad (1951 – 29 tháng 7 năm 2016) là một luật sư chính trị Tây Ban Nha chuyên về luật hình sự, đặc biệt là các nguyên nhân liên quan đến phụ nữ và chính trị cánh tả. Bà cũng là một nhà lãnh đạo chính trị, lãnh đạo một nhánh khu vực của phong trào cộng sản trong những năm 1970 cũng như liên minh cánh tả dân tộc ủng hộ độc lập, Castilian Left, từ năm 2002 đến khi bà qua đời vào năm 2016.

## Tuổi thơ
Benegas sinh ra ở Caracas, Venezuela, vào năm 1951. Cha bà là ông Jose María Benegas Echeverría, một chính trị gia theo chủ nghĩa dân tộc Basque lưu vong, đã trốn khỏi Tây Ban Nha vào năm 1939 sau chiến thắng của Tướng Francisco Franco trong cuộc Nội chiến Tây Ban Nha. Mẹ bà là Doris Haddad, một phụ nữ Do Thái gốc Liban di cư từ Liban đến Venezuela. Năm 1956, gia đình chuyển về vùng quê của Echeverría, xứ Basque. Năm 1964, bà rời nhà đi học trung học ở Bayonne, ở xứ Basque của Pháp, trở về Tây Ban Nha năm 1969 để bắt đầu học luật tại Đại học xứ Basque ở San Sebastian. Năm 1972, Benegas chuyển đến Valladolid và bắt đầu làm việc trong nhà máy sản xuất xe hơi FASA-Renault. Ở đó, bà tham gia vào các cuộc đình công của công nhân và hành động công nghiệp, và sau đó mất việc vì liên quan đến các hoạt động này. bà cũng tham gia phong trào cộng sản và kết quả là dưới sự giám sát của cảnh sát. Tháng 5/1973, bà bị bắt vì hoạt động chính trị.
Benegas hoàn thành văn bằng luật của mình và gia nhập Bar ở Valladolid năm 1975.

## Sự nghiệp

### Nghề luật
Sau khi đủ điều kiện, Benegas đã mở một văn phòng luật sư ở Valladolid. Công việc pháp lý của bà chủ yếu là trong luật hình sự, và trong các trường hợp liên quan đến bạo lực giới, phá thai, buôn bán ma túy và bảo vệ các nhà hoạt động chính trị cánh tả. Bà cũng bảo vệ các nạn nhân của nhiễm độc dầu colza. Bà đại diện cho gia đình của những người bị bắn trong chế độ của Franco, và bà ủng hộ nền độc lập của xứ Basque và hỗ trợ tích cực cho các tù nhân Basque ETA. bà cũng nổi tiếng vì cam kết vì các nguyên nhân xã hội của phụ nữ – năm 1993, bà đồng sáng lập Hiệp hội Luật sư Phụ nữ của Valladolid, và năm 1994, Hiệp hội Hỗ trợ Nạn nhân của Tấn công Tình dục và Lạm dụng trẻ em. bà cũng thành lập Hiệp hội Nữ luật sư và Phụ nữ tập thể nữ quyền của Valladolid. Năm 1996, bà phát biểu tại Đại hội Luật sư Phụ nữ lần thứ 10 về chủ đề "Bộ luật hình sự mới và bảo vệ quyền của phụ nữ".
Trong những năm sau đó, bà đã được liên kết với các tổ chức hỗ trợ người bị bệnh nan y  và những người bị đuổi. Công việc của bà cho mục đích thứ hai là thông qua chi nhánh Valladolid của tổ chức Stop Desahucios ("Stop Evictions").

### Hoạt động chính trị
Sau khi hoàn thành việc học luật, Benegas trở thành người lãnh đạo Phong trào Cộng sản ở Castile và León. Năm 1976, bà làm việc với những người khác để tổ chức lễ kỷ niệm công khai Ngày Castile và León, một ngày kỷ niệm chủ nghĩa dân tộc của người Castilia. Khoảng 400 người đã tập trung tại làng Villalar de los Comuneros và bị dân sự Guardia giải tán dữ dội. Năm sau, gần 20.000 người đã tham dự lễ kỷ niệm.
Năm 1983, bà là nhân vật chủ chốt trong sự thành lập đảng Thống nhất phổ biến Castilian. Năm 2000, đảng này sáp nhập với những người khác để trở thành đảng Cánh tả của Castilian và Benegas là người lãnh đạo từ năm 2002 cho đến khi bà qua đời vào năm 2016.
Benegas là ứng cử viên cho Thị trưởng của Valladolid hai lần, vào năm 1979 và 1983, đại diện cho Đảng Cách mạng Nhân dân Phổ biến Unidad.
Năm 2012, Benegas bị bắt vì nghi ngờ tổ chức một cuộc biểu tình chống chính phủ, Rodea el Congreso (Bao quanh Quốc hội). Vào tháng 9 năm 2014, bà và Luis Campo đã kiện đại biểu chính phủ ở Madrid, Cristina Cifuentes và Tổng giám đốc cảnh sát,   Ignacio Cosidó, vì đã cấm trưng bày các biểu tượng cộng hòa trong tuyên bố của Vua Philip VI. Tháng sau, Benegas, Campo và một người biểu tình khác đã bị bắt tại một cuộc biểu tình chống quân chủ ở Madrid và bị giam giữ trong 24 giờ. Benegas tuyên bố rằng họ đã bị bắt và bị giam giữ để trả thù cho đơn khiếu nại chống lại Cifuentes và Cosidó.

## Gia đình
Anh trai của bà Txiki Benegas  đã được bầu cho một số nhiệm kỳ để đại diện cho các vòng tròn xứ Basque tại Cortes Tây Ban Nha trong danh sách của chi nhánh Basque của Đảng Công nhân Xã hội Tây Ban Nha. Tuy nhiên mối quan hệ của họ đã bị phá vỡ trước khi dân chủ hóa năm 1978. Trong khi Txiki nằm trong danh sách mục tiêu của ETA, bà đã bảo vệ các tù nhân ETA. Con trai ông (cháu trai của Doris) là nhạc sĩ và nhạc sĩ người Tây Ban Nha Pablo Benegas, tay guitar trong nhóm La Oreja de Van Gogh. Chị gái của họ Ana Benegas cũng là một nhạc sĩ 
Chính trị gia dân tộc Basque Iñaki Anasagasti, cũng sinh ra ở Venezuela, là một người bạn của gia đình trong những năm 1950.
Chồng của cô, Luis Ocampo là tổng thư ký của Castilian Left.

## Tử vong
Benegas qua đời tại Valladolid vào ngày 29 tháng 7 năm 2016, sau vài tháng bị bệnh do khối u bụng. Bà được một bà con gái sống sót.